# Mampikony
Mampikony – miasto i gmina w środkowo-północnym Madagaskarze, w dystrykcie Mampikony, w regionie Sofia. Według spisu z 2018 roku liczy 28 593 mieszkańców. 